# Església de Sant Jaume (Tivissa)
Sant Jaume és una església parroquial declarada bé cultural d'interès nacional davant la plaça Baranova, a l'extrem oest de l'antiga vila emmurallada de Tivissa (Ribera d'Ebre), que es formà sobre una petita elevació del terreny.

## Arquitectura
És una església d'una nau, coberta amb volta de creueria i capçada amb un mur pla que a mitjana alçada, a partir de l'arrencada de dos arcs que uneixen els angles, es converteix en un absis poligonal. La construcció de l'edifici quedà interrompuda al primer tram el segle xiv i no es reprengué fins al segle xvi quan, tot i continuar amb una cobertura apuntada, s'afegiren capelles renaixentistes als laterals.
En aquell mateix moment es construí el campanar vuitavat, de dos pisos, sobre base quadrada. El pas de la base quadrada a la secció vuitavada es resol mitjançant quatre petites llanternes. A nivell de la coberta del primer pis hi ha un pas al voltant del segon. A cada cara hi ha un finestral d'arc de mig punt. Té de 30 metres d'alçada i fou construït seguint la traça d'en Jaume Amigó.
L'església s'acabà el 1634 amb la construcció del portal major a la façana que dona a l'església. Aquest portal barroc consta de dos pisos, l'inferior està format per quatre columnes jòniques amb el basament amb estries helicoidals. Entre les columnes hi ha quatre fornícules als laterals. El pis superior té dues columnes salomòniques, entre les quals hi ha un nínxol, i a sobre un òcul que trenca el frontó. Hi ha també un portal lateral, classicitzant amb elements de regust barroc, amb llinda plana dovellada emmarcada per dues pilastres llises amb base, fust i capitell, a sobre les quals hi ha un frontó curvilini amb una fornícula a la part central.
Al soterrani de la sagristia hi ha un finestral romànic d'1,10 m d'alçada aproximada, de pedra picada. La llinda és d'una sola pedra. A pocs metres n'hi ha un altre idèntic.
Al segle xviii es construí la capella del Roser sufragada pels confrares de la confraria de Nostra Senyora del Roser. Les obres acabaren l'any 1775. La capella, de planta de creu grega de 14 x 17 m està coberta amb una cúpula, presenta cor i té adossades dues espaioses sagristies. La part interior és enguixada i pintada de color blanc, amb daurats a les cornises i altres detalls ornamentals. Originalment va ser daurada, segons la inscripció "A 2 de junio de 1784, Cruella dorador". És annexa a l'església parroquial i hi té accés per una de les capelles laterals renaixentistes. És un clar exponent d'un barroc classicista que s'acosta al neoclassicisme.
Ampliació del segle XIX
El rector de Tivissa, Pere Rius, en creure que l'església era petita, proposà ampliar-la. Darrere de l'absis es construí un nou presbiteri i un creuer coronat amb un cimbori vuitavat, i sobre les voltes del vell temple unes de noves més altes de canó. Les obres s'allargaren fins a l'any 1894, any de la mort del rector. La part nova conserva, a l'interior, l'església anterior, que no és visible des de l'exterior.
Sobre el mur del jardí de l'Abadia es poden veure restes d'escultures de pedra de l'antiga façana gòtica de l'església.

## Història
En expulsar els sarraïns es devia construir a Tivissa una església romànica, ja que l'actual, gòtica, fou iniciada al segle xiii en quedar petita l'anterior. Sembla que la segona església fou construïda a sobre de la primera, romànica, de la qual només resten dos finestrals.
L'església gòtica fou construïda en tres etapes. Als segles xiii i xiv es construí el presbiteri i el primer tram de nau, gòtic. Als segles XVII i XVIII es construïren les altres tres voltes gòtiques, però ja a sobre de capelles renaixentistes. També es construeixen el campanar i la façana (1634), en època del rector Jaume Amigó i Pere Blai. Al segle xviii s'afegí la capella del Roser, d'estil renaixentista tardà. Durant la primera guerra carlina fou fortí i magatzem dels lliberals.
El rector de Tivissa, Pere Rius, per tal d'engrandir l'església, en cooperació amb l'ajuntament, demanà una subvenció al govern de l'estat. El projecte fou informat per la Real Academia de Sant Fernando l'any 1859, i amb la concurrència del president del moment, el català Estanislau Figueras, s'aconseguí l'ajut oficial.